# Niszczyciele rakietowe typu Lütjens
Niszczyciele typu Lütjens (Typu 103) to seria trzech niszczycieli rakietowych marynarki RFN, w służbie od lat 70. XX wieku do 2003, nazwana tak od głównego okrętu typu. Typ ten stanowił wersję amerykańskiego typu Charles F. Adams (DDG-2). Były to jedyne niszczyciele marynarki niemieckiej zbudowane jako rakietowe.

## Historia
Po II wojnie światowej marynarka wojenna RFN (Bundesmarine) podlegała ograniczeniom międzynarodowym. W 1961 roku jednakże Unia Zachodnioeuropejska wyraziła zgodę na posiadanie przez Niemcy Zachodnie niszczycieli rakietowych o wyporności ponad 3000 ton. Z powodu długiego czasu wymaganego na zaprojektowanie własnych jednostek, rząd RFN zdecydował zakupić w USA trzy okręty typu Charles F. Adams (niszczyciele tego typu były to pierwsze okręty na świecie zaprojektowane od początku jako niszczyciele rakietowe, budowane od 1960 w liczbie 23 jednostek dla marynarki wojennej USA i 3 dla marynarki australijskiej).

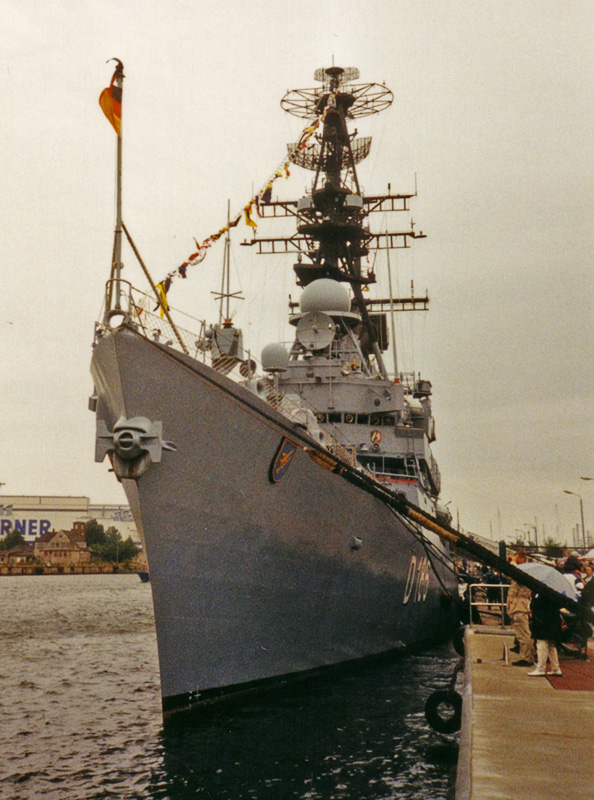
Niszczyciel „Mölders”

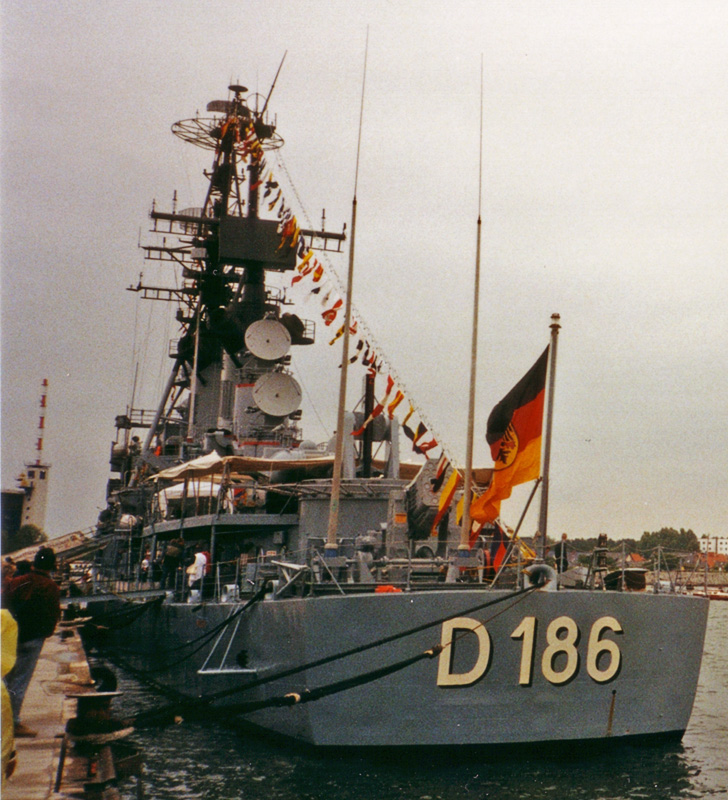
„Mölders” od rufy (na nadbudówce widoczna uniesiona pionowo wyrzutnia rakiet przeciwlotniczych)

Ostatnie trzy jednostki tego typu zbudowano specjalnie na zamówienie RFN, w stoczni Bath Iron Works w stanie Maine, na podstawie zamówienia złożonego 1 kwietnia 1965 roku. Budowę prowadzono pod numerami 338, 339 i 342, a przejściowo, przed przekazaniem Niemcom, okręty nosiły amerykańskie oznaczenia DDG-28, 29 i 30. Okręty niemieckie różniły się nieco od amerykańskich szczegółami i wyposażeniem elektronicznym (wizualnie przede wszystkim kształtem kominów). Zmiany dotyczyły w dużym stopniu wnętrz pomieszczeń. Część podzespołów do budowy okrętów dostarczył przemysł niemiecki. Cena pojedynczego okrętu wynosiła 43,75 mln dolarów, a cała wartość umowy – 150 mln dolarów.
Trzy niemieckie niszczyciele typu Charles F. Adams, oznaczonego w Niemczech jako typ 103 (Klasse 103), weszły do służby w latach 1969–1970. Otrzymały nazwy „Lütjens”, „Mölders” i „Rommel” na cześć niemieckich dowódców wojskowych z trzech rodzajów sił zbrojnych z okresu II wojny światowej (Günther Lütjens, Werner Mölders i Erwin Rommel), co budziło wówczas kontrowersje. Od nazwy pierwszego okrętu oznaczane są też jako typ Lütjens. Do Niemiec przybyły po przeszkoleniu załóg, kolejno 9 grudnia 1969 roku, 29 czerwca 1970 roku i 16 marca 1971 roku. Uzupełniły one niszczyciele klasyczne typu Hamburg (później zmodernizowane jako niszczyciele rakietowe, lecz w ograniczony sposób).
W toku służby, niemieckie okręty przeszły  modernizację uzbrojenia i wyposażenia elektronicznego, doprowadzającą je do standardu ówczesnego pola walki, między innymi w latach 1977–1981 wymieniono pociski przeciwlotnicze Tartar na Standard SM-1MR (magazyn mieścił 40 pocisków). W latach 80. dodano też możliwość wystrzeliwania pocisków przeciwokrętowych Harpoon (zabierano 8 pocisków Harpoon i 2 szkolne oraz 30 pocisków przeciwlotniczych). Uzyskały wówczas oznaczenie Typ 103B. W połowie lat 90. okręty ponownie zmodernizowano, wymieniono sonar na nowszy oraz dodano dwie wyrzutnie pocisków przeciwlotniczych bliskiego zasięgu RAM („Mölders” w 1993, „Lütjens” w 1995 i „Rommel” w 1996).
Okręty typu Lutjens zostały wycofane po wejściu do służby nowych fregat typu 124. „Rommel” został wycofany w 1999, pozostałe okręty w 2003.
Od 24 czerwca 2005 „Mölders” jest udostępniony jako okręt-muzeum w bazie w Wilhelmshaven.

## Okręty

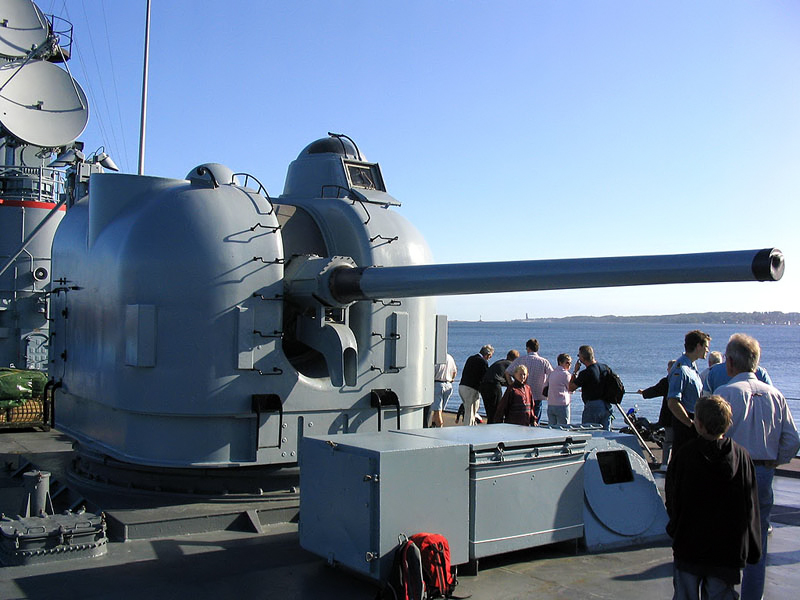
Dziobowa armata 127 mm "Lütjensa"

| Nazwa (znak taktyczny) | położenie stępki | wodowanie  | wejście do służby | wycofanie  |
| Lütjens (D185)         | 01.03.1966       | 11.08.1967 | 22.03.1969        | 18.12.2003 |
| Mölders (D186)         | 12.04.1966       | 13.04.1968 | 20.09.1969        | 28.05.2003 |
| Rommel (D187)          | 22.08.1967       | 01.02.1969 | 02.05.1970        | 30.06.1999 |

### Uzbrojenie
- dwie pojedyncze armaty uniwersalne Mk 42 kalibru 127 mm w wieżach, zapas amunicji 1100 nabojów
- jedna jednoprowadnicowa wyrzutnia Mk 13 kierowanych przeciwlotniczych pocisków rakietowych średniego zasięgu RIM-24C Tartar; po modernizacji – RIM-66 Standard SM-1 MR (zapas – 32–40 sztuk). Po modernizacji można z niej wystrzeliwać także pociski przeciwokrętowe RGM-84 Harpoon (zapas do 8 sztuk).
- dwie 21-prowadnicowe wyrzutnie kierowanych przeciwlotniczych pocisków rakietowych RAM (po modernizacji w latach 90.)
- ośmioprowadnicowa wyrzutnia rakietotorped ASROC
- dwie trzyrurowe wyrzutnie torpedowe Mk 32 kalibru 324 mm dla torped przeciw okrętom podwodnym Mk 46

### Wyposażenie elektroniczne

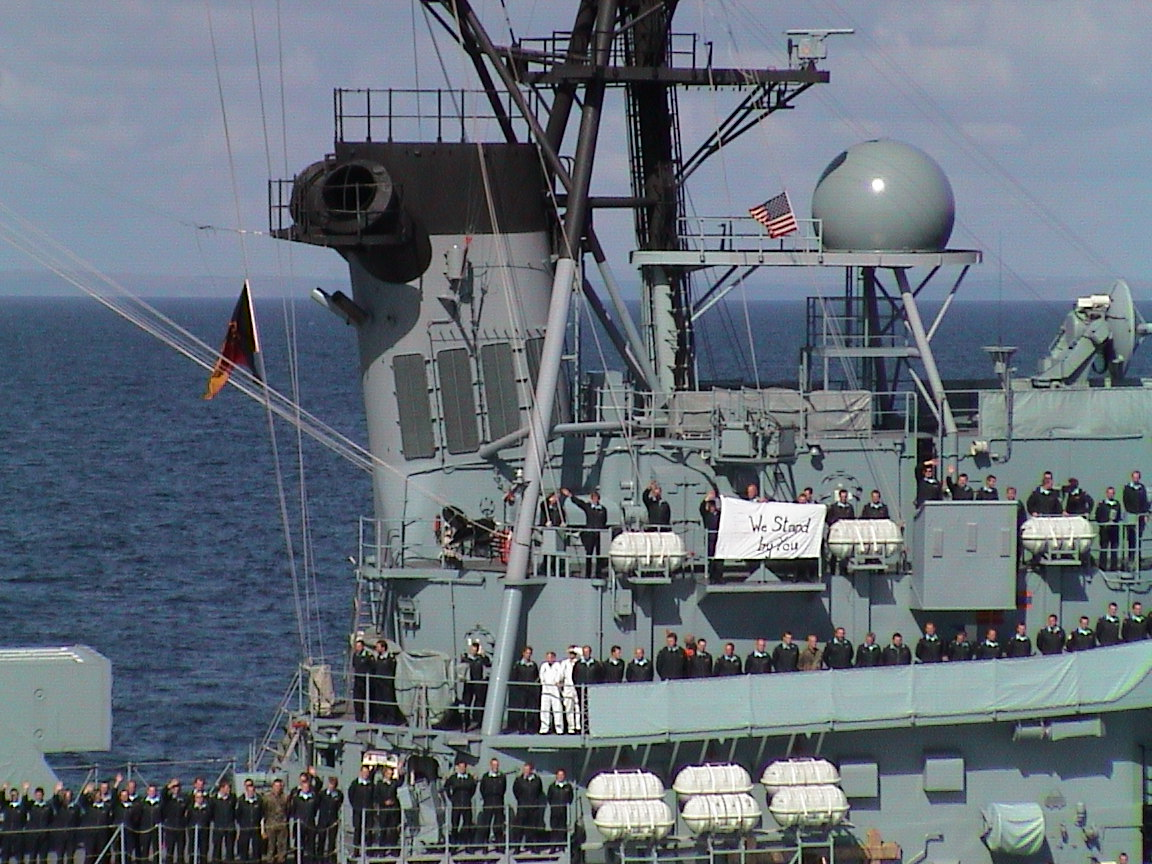
Załoga "Lütjensa" oddaje honory niszczycielowi USS "Winston S. Churchill" (DDG-81) po ataku terrorystycznym na WTC, 14 września 2001

- stacja radiolokacyjna dozoru powietrznego AN/SPS-40 (dziób)
- stacja radiolokacyjna dozoru powietrznego AN/SPS-52 (rufa)
- stacja radiolokacyjna dozoru ogólnego AN/SPS-10, późn. SPS-67
- dwie stacje radiolokacyjne naprowadzania pocisków przeciwlotniczych AN/SPG-51
- stacja radiolokacyjna kierowania ogniem artylerii AN/SPG-53, późn. SPG-60
- stacja radiolokacyjna AN/SPS-21, później SPQ-9
- podkilowa stacja hydrolokacyjna AN/SQS-23A, później DSQS-21B
- systemy walki radioelektronicznej
- wyrzutnie celów pozornych Mk 36 SRBOC (po modernizacji)